# 齋藤彬夫
齋藤 彬夫（さいとう あきお、1943年 - ） は、日本の機械工学者。東京工業大学名誉教授。東京工業大学理事・副学長、日本冷凍空調学会会長、日本伝熱学会副会長などを歴任。

## 人物・経歴
1965年、東京工業大学理工学部機械工学科卒業。
1967年、東京工業大学大学院理工学研究科機械工学専攻修士課程修了。
1970年、東京工業大学院理工学研究科機械工学専攻博士課程修了、工学博士。同年、山梨大学工学部講師。同年同助教授。
1978年、東京工業大学工学部助教授。
1987年、東京工業大学工学部教授。
1990年、日本機械学会熱工学部門幹事。
1993年、東京工業大学教務部長。
1995年、日本伝熱学会副会長。
2000年、東京工業大学大学院理工学研究科教授。
2001年、東京工業大学附属図書館長。
2002年、日本機械学会動力エネルギーシステム部門部門長。
2005年、日本冷凍空調学会会長。
2007年、大学評価・学位授与機構特任教授、東京工業大学理事・副学長（教育担当）。
2014年、長岡技術科学大学監事。

## 受賞歴
- 1965年日本機械学会畠山賞[1]
- 1989年日本冷凍協会学術賞[1]
- 1991年日本冷凍協会学術賞[1]
- 1994年日本冷凍協会学術賞[1]
- 1998年日本冷凍空調学会学術賞[1]
- 2021年瑞宝中綬章[8][9][10]